# Xenophrys omeimontis
Xenophrys omeimontis är en groddjursart som först beskrevs av Liu 1950.  Xenophrys omeimontis ingår i släktet Xenophrys och familjen Megophryidae. IUCN kategoriserar arten globalt som nära hotad. Inga underarter finns listade i Catalogue of Life.